# 洪性炘
洪性炘（1976年10月21日—）是韩国男子棒球运动员。他在2000年悉尼夏季奥林匹克运动会中，参加了男子棒球比赛并为韩国队获得男子团体铜牌。

## 外部連結
- 洪性炘在Baseball-Reference.com（小聯盟以及海外聯盟）（英语）
- 洪性炘在Olympedia（英语）